# Amina bint Abdul Halim bin Salem Nasser
Amina bint Abdul Halim bin Salem Nasser (c. 1951 - provincia de Yauf, 12 de diciembre de 2011) fue una mujer saudí decapitada por brujería.

## Contexto
Aunque la brujería no está tipificada en Arabia Saudí como delito punible con la pena de muerte, la caza de brujas está institucionalizada en el país, donde la policía religiosa dirige una «Unidad contra la Brujería» así como una línea telefónica directa para combatir prácticas consideradas no islámicas, como la astrología y la adivinación. Algunos de sus clérigos más conservadores consideran que las personas adivinas o curanderas son una amenaza para el Islam, que como la homosexualidad, sí es punible con la muerte en Arabia Saudí.

## Ejecución de Nasser
Amina bint Abdul Halim bin Salem Nasser fue arrestada en 2009 por la policía política. Acusada de engañar a la gente haciéndose pasar por una curandera, fue declarada culpable de practicar brujería por el Tribunal Superior de Arabia Saudí. Los crímenes que supuestamente cometió nunca se hicieron públicos, y el tribunal determinó que representaba una amenaza para el islam. Según una fuente de la policía religiosa saudí, en la vivienda de Nasser se encontró un libro sobre brujería, 35 velos y botellas de cristal llenas de «un líquido desconocido utilizado para brujería» y, además, la acusada «vendía un velo y tres botellas por 1.500 riyales».
Su condena fue confirmada por un tribunal de apelación y por el Consejo Judicial Supremo saudí. La ejecución tuvo lugar en la provincia del norte de Al Jawf el 12 de diciembre de 2011, según informó el Ministerio de Interior saudí. Amina tenía 60 años en el momento de su muerte, y fue la segunda persona ejecutada por brujería en Arabia Saudí en el año 2011, tras un ciudadano sudanés, Abdul Hamid bin Hussain bin Moustafa al-Fakki, que también fue decapitado en la ciudad de Medina después de declararse culpable de «brujería» tras sufrir torturas y ser juzgado sin abogado.
La organización en defensa de los derechos humanos Amnistía Internacional, que ha realizado diversas campañas en favor de personas saudíes condenadas a muerte por brujería, afirmó que había sido informada del caso después de la ejecución. Su director para Oriente Medio y el Norte de África, Philip Luther, condenó la ejecución y afirmó que era la número 73 en Arabia Saudita en 2011.